# Guerra Mauritânia-Senegal
A Guerra de fronteira Mauritânia-Senegal foi um conflito armado travado entre países do Oeste Africano, a Mauritânia e o Senegal, entre os anos de 1989 e 1991. O conflito começou ao redor da fronteira dos dois países no rio Senegal pelos direitos de pastagem.
Esta crise resultou na ruptura das relações diplomáticas entre ambos os países por muitos anos, dezenas de milhares de vítimas, milhares de refugiados de ambos os lados, para não mencionar um impacto significativo na política interna no Senegal.

## Origem
Durante séculos, a região do rio é habitada tanto pelas populações negras autóctones fulas, uolofes, Bambaras e Soninquês como por populações árabes - berberes do norte. Secas sucessivas exacerbam essas migrações e os mouros nômades tendem a se sedentarizar, especialmente nas cidades. A Organização para o desenvolvimento do vale do rio Senegal (OMVS), incluiu a construção de barragens, como a Barragem de Diama, inclusive alterando o delicado equilíbrio entre pastores e agricultores. A Mauritânia fez sua reforma agrária em 1983 reforçando o papel do Estado e distanciando de regimes alimentares tradicionais, aumentando de forma mais aguda o problema de muitos agricultores através de fronteiras. Em paralelo, o país, ansioso para reforçar a sua identidade após a independência, fortaleceu seus laços com o mundo árabe, enquanto o Senegal esteveligado à francofonia.
Assim, o peso da história e especialmente a sua colonização pelas fronteiras artificiais, os confrontos inter-étnicos, a degradação do ambiente físico e econômico, levaram em 1988 a uma deterioração das relações entre os dois estados, que de incidente a incidente, endurecem as suas posições. Uma situação explosiva é criada, que certamente incitou os meios de comunicação a enfatizar a dimensão étnica do conflito.

## O conflito
Em 9 de abril de 1989, em Diawara, uma cidade do leste do Senegal, é o cenário de um novo choque entre pastores fulas mauritanos e camponeses soninquês senegaleses. Com a intervenção do exército da Mauritânia, dois senegaleses foram mortos e vários feridos gravemente e uma dezena mantidos como reféns.
Durante o resto do mês, centenas de senegaleses são mortos ou mutilados em Nuaquexote e várias outras cidades mauritanas, e quando as repatriações começaram, os mouros sofreram várias represálias a partir do dia 28 de abril. Até então, as cifras oficiais eram de 60 vítimas. Um toque de recolher, seguido de um estado de emergência, foi decretado na região de Dacar. A partir daí, cada país começou a repatriar seus habitantes, graças a uma ponte aérea feita por França, Argélia, Espanha e Marrocos. Como resultado, a população da margem sul do Senegal se revoltou. No Senegal, onde muitos comerciantes eram mauritanos, lojas foram saqueadas e mais mauritanos foram expulsos para a Mauritânia. Na Mauritânia, linchamentos e violência policial terminaram com o exílio forçado de cerca de 70 mil sulistas para o Senegal, apesar de a maioria delas sem ligações ao país.
Cerca de 250.000 pessoas fugiram de suas casas como ambos os lados envolvidos em ataques transfronteiriços. Centenas de pessoas morreram nos dois países.. A Organização da Unidade Africana tentou negociar um acordo para reabrir a fronteira, mas acabou por ser um iniciativa do presidente senegalês Abdou Diouf, que levou a assinatura de um tratado em 18 de julho de 1991.
É neste momento que Abdou Diouf, presidente do Senegal, ordena ao exército que proteja os mauritanos, enviando-os ao batalhão de trens para que sejam repatriados à Mauritânia. Até então, cerca de 160.000 mauritanos e 70.000 senegaleses são repatriados. As relações diplomáticas entre os dois países são rompidas no dia 21 de agosto de 1989, e só serão relatadas em abril de 1992. A fronteira mauritano-senegalesa foi reaberta no dia 2 de maio de 1992.

## Consequências

### Mauritânia
O conflito trouxe várias consequências ambientais, entre as quais uma baixa da produção agrícola e o aumento do desmatamento. O setor de pesca da Mauritânia sofre com as expulsões, porque ele foi em grande parte exercido por senegaleses. O retorno dos refugiados (cerca de 250.000) no lado esquerdo do rio leva a uma menor disponibilidade de recursos naturais e equipamentos sanitários, e os departamentos do norte do Senegal tiveram um aumento populacional que osciou entre 12~14%.
Várias associações e partidos políticos foram criados para ajudar os refugiados, mas duraram pouco. A ajuda internacional diminui cada vez mais, e seu destino é desconhecido. De acordo com o ACNUR — o organismo internacional que mais ajudou os refugiados —, as populações refugiadas ainda habitam o rio Senegal. Em 2007, o Presidente da Mauritânia, quando ainda candidato, discursou a favor do retirno de seus compatriotas vivendo no Senegal e no Mali, ainda que contra sua vontade.
Em junho de 2007, o governo da Mauritânia, sob o presidente Sidi Ould Cheikh Abdallahi pediu ao ACNUR que o ajudasse a repatriar os negros mauritanos que tinham sido forçados para fora do país na guerra, e estavam vivendo em campos de refugiados no Mali e no Senegal. O ACNUR ajudou a repatriar mais de 24.000 mauritanos vivendo no Senegal, entre janeiro de 2008 e março de 2012, quando o programa terminou.

### Senegal
O conflito ajudou na ascensão do PDS (Partido Democrata Senegalês, Parti démocratique sénégalais), do político Abdoulaye Wade, que serviu para revelar as dificuldades do afluxo de refugiados. Desde o final do conflito, o Senegal tem sido fragilizado pelos países vizinhos, em especial a Mauritânia.
O problema da demarcação de territórios com a Guiné-Bissau foi retomado após o final do conflito, e outras dificuldades com a Gâmbia levaram à dissolução da Confederação da Senegâmbia em 1989. No fim, este episódio da história contemporânea marcou duramente os espíritos e alimentou alguns ressentimentos em ambos os lados.

## Ligações Externas
- HRW Report
- (em inglês) Mauritanian-Senegalese Border War 1989-1991 (OnWar.com)
- (em francês) « Le conflit mauritano-sénégalais : la genèse. Le cas des Peul de la haute vallée du Sénégal », (article de Christian Santoir, Cahiers des Sciences humaines, n° 26 (4), 1990, p. 553-576)
- (em francês) « Les naufragés du fleuve : le problème des réfugiés mauritaniens dans la vallée du fleuve Sénégal » (article de Christian Santoir, Autrepart, n° 5, 1998, p. 95-119)